# Meio Irmão (filme)
Meio Irmão é um filme de drama brasileiro de 2020 dirigido e escrito por Eliane Coster. 

## Sinopse
Sandra (Natália Molina) é uma adolescente de 16 anos que está passando por uma situação difícil após sua mãe desaparecer.  Ela passa as tardes andando pela cidade de bicicleta procurando seu paradeiro. Quando a garota perde as esperanças, ela resolver procurar seu meio irmão Jorge (Diego Avelino) para pedir ajuda. Ele também está passando por uma situação pessoal delicada, pois está sendo ameaçado a não vazar um vídeo de um ataque homofóbico a um amigo, por quem ele é se sente atraído secretamente. Agora, ele não sabe como colaborar com a irmã. 

## Elenco
- Natalia Molina como Sandra
- Diego Avelino como Jorge
- Francisco Gomes como Wilson
- Dico Oliveira como Rui
- André Andrade como Filé
- Eduarda Andrade como Giovana
- Cris Lopes como Delegada